# Litsea balansae
Litsea balansae Lecomte – gatunek rośliny z rodziny wawrzynowatych (Lauraceae Juss.). Występuje naturalnie w Wietnamie oraz południowych Chinach (w południowej części Junnanu). 

## Morfologia
PokrójZimozielony krzew dorastające do 7 m wysokości. Młode pędy są owłosione i mają brązowożółtawą barwę.
LiścieNaprzemianległe. Mają kształt od podłużnego do lancetowatego. Mierzą 4–11 cm długości oraz 1,5–3,5 cm szerokości. Od spodu są owłosione i mają żółtawą barwę. Nasada liścia jest ostrokątna. Blaszka liściowa jest o spiczastym wierzchołku. Ogonek liściowy jest owłosiony i dorasta do 3–6 mm długości.
KwiatySą niepozorne, jednopłciowe, zebrane po 3 w baldachy, rozwijają się w kątach pędów. Okwiat jest zbudowany z 4–6 listków o owalnym kształcie. Kwiaty męskie mają 9 pręcików.
OwoceMają elipsoidalny kształt, osiągają 8 mm długości i 3 mm szerokości.

## Biologia i ekologia
Roślina dwupienna. Rośnie w lasach mieszanych. Występuje na wysokości od 200 do 1200 m n.p.m. Kwitnie od kwietnia do maja, natomiast owoce dojrzewają od czerwca do lipca.